# فهرست اصطلاحات نمادهای ریاضی

برخی از نمادهای پراستفاده در ریاضیات

در این مقاله فهرستی از اکثر نمادهای ریاضیاتی تهیه شده. نمادهای ریاضی برای ابراز عملی روی مفاهیم ریاضیاتی یا بیان رابطهٔ آنها استفاده می‌شوند.
در هنگام خواندن یک نماد در یک فرمول، مهم است که در نظر داشته باشید که یک مفهوم ریاضی، مستقل از نمادی ست که برای نمایش آن انتخاب شده‌است. در برخی موارد یک نماد چند معنی متفاوت دارد و وظیفهٔ خواننده است که با توجه به موضوع بحث، مفهوم مورد نظر نویسنده را بیابد. همان‌طور که «شیر» می‌تواند به مفاهیم نوشیدنی و حیوان اشاره کند. به عنوان مثال نماد «|»، در نظریهٔ اعداد به معنی «عاد کردن» و در مجموعه‌ها به معنی «به طوری که» به کار می‌رود.

## راهنما
این فهرست بر اساس موضوع بخش‌بندی شده و در هر بخش نمادها بر اساس میزان پیچیدگی و مورد استفاده قرار گرفتن مرتب شده‌اند.
بعضی نمادها به دلیل داشتن معانی متفاوت، چند بار تکرار شده‌اند.
اکثر نمادها به دو صورت نوشته شده‌اند:
- به کمک LaTeX و به صورت تصویری که زیباتر است و استفاده از آن در ریاضیات معمول‌تر.
- به کمک نویسه‌های Unicode که قابلیت کپی کردن دارند و در موتورهای جست‌وجو استفاده می‌شوند.

نماد {\displaystyle \Box } به این معنی ست که هر متغیّر یا مقداری می‌تواند به جای آن قرار گیرد.

## قوانین
حروف {\displaystyle x} و {\displaystyle y} و {\displaystyle z} معمولاً برای متغیرها استفاده می‌شوند. به این معنی که هر عددی می‌توانند باشند.
حروف {\displaystyle a} و {\displaystyle b} و {\displaystyle c} معمولاً برای مقادیر استفاده می‌شوند. به این معنی که فرض می‌شود که مقدار خاصی (ولی نامعلوم) دارند.
حروف {\displaystyle f} و {\displaystyle g} و {\displaystyle h} معمولاً برای توابع استفاده می‌شوند.
حروف {\displaystyle n} و {\displaystyle m} معمولاً برای متغیرهای با مقادیر طبیعی و در الگو ها استفاده می‌شوند (تعداد).
حروف {\displaystyle i} و {\displaystyle j} و {\displaystyle k} معمولاً برای اندیس‌ها استفاده می‌شوند. مثل {\displaystyle a_{i}} و {\displaystyle \sum _{i=1}^{n}2^{-i}}.
همهٔ حروف بزرگ مثل  {\displaystyle A} و {\displaystyle B} و {\displaystyle C} معمولاً برای نقاط یا مجموعه‌ها یا ماتریس‌ها استفاده می‌شوند. برای ماتریس‌ها معمولاً از فونت بولد {\displaystyle {\boldsymbol {A}},{\boldsymbol {B}}} استفاده می‌شود.
حروف یونانی {\displaystyle \alpha } و {\displaystyle \beta } و {\displaystyle \theta } و {\displaystyle \phi } معمولاً برای زاویه استفاده می‌شوند.
حروف {\displaystyle p} و {\displaystyle q} معمولاً برای گزاره‌های منطقی استفاده می‌شوند.
حروف {\displaystyle u} و {\displaystyle v} معمولاً برای رئوس گراف یا بردارها استفاده می‌شوند. برای بردار اقلیدسی از نمادهای فلش در بالا {\displaystyle {\overrightarrow {u}},{\overrightarrow {v}}} و در جبر خطی از فونت بولد {\displaystyle {\boldsymbol {u}},{\boldsymbol {v}}} برای بردارها استفاده می‌شود.
همهٔ موارد بالا باید با فونت ایتالیک نمایش داده شوند.
ثابت‌ها (همچون {\displaystyle \pi } و {\displaystyle {\text{i}}} موهومی و …) و توابع مشخص (مثل {\displaystyle \sin } و {\displaystyle \cos } و …) نباید با فونت ایتالیک نمایش داده شوند.
اگر کوچکترین احتمال کژتابی وجود داشته باشد، باید از پرانتز استفاده شود. مثال: به جای {\displaystyle \sin x+y} بنویسیم {\displaystyle \sin(x+y)}.

## حساب مقدماتی

### عملگرها
{\displaystyle \Box +\Box } (+): نماد جمع. مثال: {\displaystyle 1+2} می‌خوانیم «یک به علاوهٔ دو» یا «یک به اضافهٔ دو».
{\displaystyle \Box -\Box } (-): نماد تفریق. مثال: {\displaystyle 3-2} می‌خوانیم «سه منهای دو».
{\displaystyle -\Box } (-): نماد قرینه یا وارون جمعی. مثال: {\displaystyle -2} می‌خوانیم «منفیِ دو».
{\displaystyle \Box \times \Box } (×): نماد ضرب. مثال: {\displaystyle 2\times 2} می‌خوانیم «دو ضرب در دو» یا «دو-دوتا».
{\displaystyle \Box \cdot \Box } (·) نیز به عنوان نماد ضرب به کار می‌رود.
{\displaystyle \Box \div \Box } (÷): نماد تقسیم. مثال: {\displaystyle 6\div {2}} می‌خوانیم «شش تقسیم بر دو» یا «شش دوُّم». استفاده از این نماد توصیه نمی‌شود.
{\displaystyle \Box /\Box } (/) به عنوان نماد تقسیم به کار می‌رود. این نماد جایگزین پیشنهادی {\displaystyle \div } است.
{\displaystyle \Box  \over \Box }: نماد تقسیم. مثال: {\displaystyle 6 \over 2} می‌خوانیم «شش دوُم» یا «شش تقسیم بر دو». استفاده از این نماد توصیه نمی‌شود.
{\displaystyle \Box \pm \Box } (±): به معنی یا {\displaystyle +} یا {\displaystyle -}.
{\displaystyle \Box \mp \Box } (∓): همیشه همراه با {\displaystyle \pm } به کار می‌رود و به معنی علامت مخالف {\displaystyle \pm } است؛ یعنی اگر {\displaystyle \pm }، {\displaystyle +} در نظر گرفته شود، {\displaystyle \mp } باید {\displaystyle -} و بالعکس.
{\displaystyle \Box :\Box } (:): نماد نسبت. مثال: {\displaystyle 4:3} می‌خوانیم «به نسبت ۴ به ۳».

### روابط
{\displaystyle \Box =\Box } (=): نماد برابری (تساوی). مثال: {\displaystyle 2\times 2=4} می‌خوانیم: «۲×۲ برابر ۴ است» یا «۲×۲ برابر است با ۴» یا «۲×۲ مساوی است با ۴» یا «۲×۲ می‌شود ۴».
{\displaystyle \Box \neq \Box } (≠): نماد نابرابری. مثال: {\displaystyle 3\neq 4} می‌خوانیم: «۳ با ۴ نامساوی ست» یا «۳ با ۴ مساوی نیست» یا «برابر نیست».
{\displaystyle \Box >\Box } (<): نماد بیشتر بودن. مثال: {\displaystyle 4>3} می‌خوانیم «۴ بیشتر از ۳ است» یا «۴ بزرگتر از ۳ است».
{\displaystyle \Box <\Box } (>): نماد کمتر بودن. مثال: {\displaystyle 3<4} می‌خوانیم «۳ کمتر از ۴ است» یا «۳ کوچکتر از ۴ است».
{\displaystyle \Box \geqslant \Box } (≤): نماد بیشتر یا مساوی بودن. مثال: {\displaystyle 4\geqslant 3} می‌خوانیم «۴ بزرگتر-مساوی ۳ است».
{\displaystyle \Box \leqslant \Box } (≥): نماد کمتر یا مساوی بودن. مثال: {\displaystyle 3\leqslant 4} می‌خوانیم «۳ کوچکتر-مساوی ۴ است».
{\displaystyle \Box \thickapprox \Box } (≈): نماد تقریب. مثال: {\displaystyle \pi \thickapprox 3.14} می‌خوانیم «عدد پی تقریباً برابر است با ۳٫۱۴».

## جبر
{\displaystyle \Box \propto \Box } (∝): نماد تناسب. مثال: {\displaystyle F\propto a} می‌خوانیم «نیرو با شتاب متناسب است».
{\displaystyle \Box ^{\Box }}: نماد توان. مثال: {\displaystyle 2^{3}} می‌خوانیم «۲ به توان ۳».
{\displaystyle {\sqrt {\Box }}} (√): نماد ریشهٔ دوم. مثال: {\displaystyle {\sqrt {2}}} می‌خوانیم «رادیکال ۲» یا «ریشهٔ دوم (مثبت) ۲» یا «جذر ۲».
{\displaystyle {\sqrt[{\Box }]{\Box }}} (√): نماد ریشه. مثال: {\displaystyle {\sqrt[{3}]{2}}} می‌خوانیم «رادیکال ۲ به فرجهٔ ۳» یا «ریشهٔ سوم (مثبت) ۲».
{\displaystyle \sum _{k=1}^{n}\Box }: نماد جمع چندین عدد. مثال: {\displaystyle \sum _{i=1}^{n}i} می‌خوانیم «جمع اعداد ۱ تا {\displaystyle n}» یا «سیگمای {\displaystyle i} از ۱ تا {\displaystyle n}». این نماد حرف سیگمای بزرگ یونانی است.
{\displaystyle \prod _{k=1}^{n}\Box }: نماد ضرب چندین عدد. مثال: {\displaystyle \prod _{i=1}^{n}i} می‌خوانیم «ضرب اعداد ۱ تا {\displaystyle n}» یا «پایِ {\displaystyle i} از ۱ تا {\displaystyle n}». این نماد حرف پی بزرگ یونانی است.
{\displaystyle {\overline {\Box }}}: نماد مقدار میانگین. مثال: {\displaystyle {\overline {a}}_{i}={\sum _{i=1}^{n}a_{i} \over n}} می‌خوانیم «میانگین همهٔ {\displaystyle {\overline {a}}_{i}}ها» یا «{\displaystyle a}ِ میانگین» یا «{\displaystyle a} بار».
{\displaystyle |\Box |} (||): نماد قدر مطلق. مثال: {\displaystyle |-5|} می‌خوانیم «قدر مطلق منفی ۵».
{\displaystyle [\Box ]} ([]): نماد جزء صحیح. مثال: {\displaystyle [1.5]} می‌خوانیم «جزء صحیح ۱٫۵».
{\displaystyle \lfloor \Box \rfloor } (⌊⌋): نماد کف. این نماد به مفهوم جزء صحیح اشاره دارد و تفاوتی با آن ندارد. مثال: {\displaystyle \lfloor 1.5\rfloor } می‌خوانیم «کف ۱٫۵».
{\displaystyle \lceil {\Box }\rceil } (⌈⌉): نماد سقف. مثال: {\displaystyle \lceil 1.5\rceil } می‌خوانیم «سقف ۱٫۵».
{\displaystyle \Box :\Box \rightarrow \Box }: نماد مورفیسم برای توصیف دامنه و برد یک تابع. مثال برای تابع جزء صحیح: {\displaystyle f:\mathbb {R} \rightarrow \mathbb {Z} } می‌خوانیم «تابع {\displaystyle f} اعداد حقیقی را به اعداد صحیح نگاشت می‌کند». طبق یک قرارداد معمول (غیررسمی) دامنهٔ {\displaystyle f} حتماً {\displaystyle \mathbb {R} } است ولی برد {\displaystyle f} لزوماً تمام {\displaystyle \mathbb {Z} } را پوشش نمی‌دهد.
{\displaystyle \Box :\Box \mapsto \Box } یا {\displaystyle \Box (\Box )=\Box }: نماد تعریف یک تابع. مثال: شکل عمومی یک تابع خطی: {\displaystyle f(x)=mx+b} یا {\displaystyle f:x\mapsto mx+b} می‌خوانیم «تابع {\displaystyle f} هر مقداری مثل {\displaystyle x} را به {\displaystyle mx+b} نگاشت می‌کند».
{\displaystyle {\begin{cases}\Box \\\ \vdots \\\Box \end{cases}}}: نماد تعریف تابع چندضابطه‌ای. مثال برای تابع قدر مطلق: {\displaystyle f(x)={\begin{cases}-x&x<0\\x&x\geq 0\end{cases}}}
{\displaystyle \Box :=\Box } یا {\displaystyle \Box {\overset {def}{=}}\Box } (≔ و ≝): نماد تعریف کردن. مثال: {\displaystyle a{\overset {def}{=}}5} می‌خوانیم: «فرض می‌کنیم که {\displaystyle a} برابر ۵ باشد» یا «{\displaystyle a} را برابر ۵ تعریف می‌کنیم». بیشترین کاربرد این عمل در علوم رایانه است.

## هندسه
{\displaystyle {\overline {\Box \Box }}}: نماد پاره‌خط بین دو نقطه. مثال: {\displaystyle {\overline {AB}}}
{\displaystyle \Box \parallel \Box } (∥): نماد توازی. مثال: {\displaystyle AB\parallel CD} می‌خوانیم «{\displaystyle AB} با {\displaystyle CD} موازی ست».
{\displaystyle \Box \perp \Box } (⟂): نماد تعامد. مثال: {\displaystyle AB\perp CD} می‌خوانیم «{\displaystyle AB} بر {\displaystyle CD} عمود ست».
{\displaystyle \angle \Box } یا {\displaystyle \measuredangle \Box } (∠ و ∡): نماد زاویه. مثال: {\displaystyle \angle ABC} یا {\displaystyle \measuredangle B}. گاهی از نماد غیررسمی چون {\displaystyle {\widehat {B}}} استفاده می‌شود.
{\displaystyle \Box \cong \Box } (≅): نماد هم‌نهشتی.
{\displaystyle d(\Box ,\Box )}: نماد فاصلهٔ بین دو نقطه.

## منطق ریاضی
{\displaystyle \Box \Rightarrow \Box } (⇒): نماد شرطی مادی (شرط کافی). مثال: {\displaystyle p\Rightarrow q} می‌خوانیم «{\displaystyle p} در نتیجه {\displaystyle q}» یا «اگر {\displaystyle p}، {\displaystyle q}» یا «{\displaystyle p} آن گاه {\displaystyle q}» یا «{\displaystyle p} یک شرط کافی برای {\displaystyle q} است» یا «{\displaystyle q} یک شرط لازم برای {\displaystyle p} است».
{\displaystyle \Box \Leftrightarrow \Box } (⇔): نماد دوشرطی منطقی. مثال: {\displaystyle p\Leftrightarrow q} می‌خوانیم «{\displaystyle p} اگر و تنها اگر {\displaystyle q}» یا «{\displaystyle p} یک شرط لازم و کافی برای {\displaystyle q} است» یا «{\displaystyle p} و {\displaystyle q} به یکدیگر وابسته اند».
{\displaystyle \forall \Box \quad \Box } یا {\displaystyle \Box \quad \forall \Box } (∀): نماد سور عمومی. مثال: {\displaystyle \forall x>1\quad x^{2}>x} می‌خوانیم «به ازای هر {\displaystyle x} بیش از ۱، {\displaystyle x^{2}>x}» یا «{\displaystyle x^{2}>x} به ازای هر {\displaystyle x>1}» یا «{\displaystyle x^{2}>x} برای همهٔ {\displaystyle x}های بیش از ۱».
{\displaystyle \exists \Box \quad \Box } (∃): نماد سور وجودی. مثال: {\displaystyle \exists x\quad x^{2}=x} می‌خوانیم «{\displaystyle x}ی وجود دارد که {\displaystyle x^{2}=x}» یا «وجود دارد {\displaystyle x} به طوری که {\displaystyle x^{2}=x}».
{\displaystyle \neg \Box } (¬): نماد نقیض. مثال: {\displaystyle \neg p} می‌خوانیم «نقیض {\displaystyle p}».
{\displaystyle \Box \lor \Box } (∨): نماد فصل منطقی. مثال: {\displaystyle p\lor q} می‌خوانیم «{\displaystyle p} یا {\displaystyle q}».
{\displaystyle \Box \land \Box } (∧): نماد عطف منطقی. مثال: {\displaystyle p\land q} می‌خوانیم «{\displaystyle p} و {\displaystyle q}».
{\displaystyle \Box \oplus \Box } (⊕): نماد یا ی انحصاری. مثال: {\displaystyle p\oplus q} در اکثر منابع از خواندن این عملگر خودداری شده. در بعضی منابع، {\displaystyle p\lor q} را «{\displaystyle p} ویا {\displaystyle q}» و {\displaystyle p\oplus q} را «{\displaystyle p} یا {\displaystyle q}» می‌خوانند.
{\displaystyle \Box \equiv \Box } (≡): نماد دوشرطی منطقی. این نماد در اتحادهای منطقی به جای {\displaystyle \Leftrightarrow } استفاده می‌شود. مثال: {\displaystyle \neg \neg p\equiv p} می‌خوانیم: «نقیض نقیض {\displaystyle p} معادل است با {\displaystyle p}».

## نظریهٔ مجموعه‌ها

### عملگرها
{\displaystyle |\Box |} (||): نماد کاردینالیتهٔ یک مجموعه. مثال: {\displaystyle |A|=5} می‌خوانیم «اندازهٔ مجموعهٔ {\displaystyle A} برابر ۵ است» یا «مجموعهٔ {\displaystyle A} ۵ عضو دارد».
{\displaystyle \Box \cup \Box } (∪): نماد اجتماع. مثال: {\displaystyle A\cup B} می‌خوانیم «اجتماع {\displaystyle A} و {\displaystyle B}».
{\displaystyle \Box \cap \Box } (∩): نماد اشتراک. مثال: {\displaystyle A\cap B} می‌خوانیم «اشتراک {\displaystyle A} و {\displaystyle B}».
{\displaystyle \Box \backslash \Box } (\): نماد اختلاف. مثال: {\displaystyle \{1,2\}\backslash \{2,3\}=\{1\}} می‌خوانیم «اختلاف {\displaystyle A} و {\displaystyle B}». نماد {\displaystyle \Box -\Box } نباید به جای این نماد استفاده شود.
{\displaystyle \Box \Delta \Box } (Δ): نماد تفاضل متقارن. مثال: {\displaystyle A\Delta B} می‌خوانیم «تفاضل متقارن {\displaystyle A} و {\displaystyle B}». این نماد حرف دلتای بزرگ یونانی است.
{\displaystyle {\bar {\Box }}} یا {\displaystyle {\overline {\Box }}} یا {\displaystyle \Box '}: نماد متمم یک مجموعه. مثال: {\displaystyle {\overline {A}}} می‌خوانیم «متمِّم مجموعهٔ {\displaystyle A}».
{\displaystyle \bigcup _{i=1}^{n}A_{i}} و {\displaystyle \bigcup _{A\in {\text{M}}}A}: نماد اجتماع چندین مجموعه.
{\displaystyle \bigcap _{i=1}^{n}A_{i}} و {\displaystyle \bigcap _{A\in {\text{M}}}A}: نماد اشتراک چندین مجموعه.
{\displaystyle \Box \times \Box } (×): نماد ضرب دکارتی. مثال: {\displaystyle A\times B} می‌خوانیم «ضرب دکارتی {\displaystyle A} و {\displaystyle B}».

### روابط
{\displaystyle \Box \in \Box } (∋): نماد عضویت. مثال: {\displaystyle 1\in \mathbb {N} } می‌خوانیم «۱ یک عنصر از اعداد طبیعی ست» یا «۱ عضو اعداد طبیعی ست».
{\displaystyle \Box \not \in \Box } (∌): نماد عضو نبودن. مثال: {\displaystyle -1\not \in \mathbb {N} } می‌خوانیم «منفی ۱ یک عنصر از اعداد طبیعی نیست» یا «منفی ۱ عضو اعداد طبیعی نیست».
{\displaystyle \Box \subseteq \Box } (⊇): نماد زیرمجموعه. مثال: {\displaystyle \mathbb {Q} \subseteq \mathbb {R} } می‌خوانیم «{\displaystyle \mathbb {Q} } زیرمجموعهٔ {\displaystyle \mathbb {R} } است».
{\displaystyle \Box \not \subseteq \Box } (⊉): نماد زیرمجموعه نبودن. مثال: {\displaystyle \mathbb {R} \not \subseteq \mathbb {Q} } می‌خوانیم «{\displaystyle \mathbb {Q} } زیرمجموعهٔ {\displaystyle \mathbb {R} } نیست».
{\displaystyle \Box \subset \Box } (⊃): نماد زیرمجموعهٔ اکید. مثال: {\displaystyle \mathbb {Q} \subset \mathbb {R} } می‌خوانیم «{\displaystyle \mathbb {Q} } زیرمجموعهٔ اکید {\displaystyle \mathbb {R} } است» یا «{\displaystyle \mathbb {Q} } اکیداً زیرمجموعهٔ {\displaystyle \mathbb {R} } است».
{\displaystyle \Box \not \subset \Box } (⊅): نماد زیرمجموعهٔ اکید نبودن. مثال: {\displaystyle \mathbb {R} \not \subset \mathbb {R} } می‌خوانیم «{\displaystyle \mathbb {R} } زیرمجموعهٔ اکید {\displaystyle \mathbb {R} } نیست».

### تعریف
برای تعریف یک مجموعهٔ دلخواه از نماد مجموعه‌ساز (به انگلیسی: set-builder notation) استفاده می‌شود. به این کار تجرید یا انتزاع کردن مجموعه گفته می‌شود.
{\displaystyle \{\Box \}}: نماد مجموعه. برای تعریف یک مجموعه به کار می‌رود. مثال: {\displaystyle \{2,4,6,8,10,12,14,16\}} می‌خوانیم «مجموعهٔ اعداد ۲ و ۴ و ۶ و ۸ و ۱۰ و ۱۲ و ۱۴ و ۱۶» یا {\displaystyle \{2,4,6,\cdots ,16\}} میخوانیم «مجموعهٔ اعداد زوج ۲ تا ۱۶». همچنین می‌توان نوشت {\displaystyle \{\cdots ,-2,0,2,4,6,\cdots \}} می‌خوانیم «مجموعهٔ تمام اعداد زوج صحیح».
{\displaystyle |} و {\displaystyle :} (| و :): به معنی «که» یا «به طوری که» در مجموعه‌ساز استفاده می‌شوند. مثال: {\displaystyle \{2n\in \mathbb {N} :5<2n<15\}} می‌خوانیم «مجموعهٔ اعداد زوج طبیعی که بین ۵ و ۱۵ هستند» یا به شکل دقیق‌تر: «مجموعهٔ تمام {\displaystyle 2n}های طبیعی به طوری که در شرط {\displaystyle 5<2n<15} صدق کنند» یا «مجموعهٔ تمام {\displaystyle 2n}های طبیعی که {\displaystyle 5<2n<15}».

### مجموعه‌ها
{\displaystyle \varnothing } (∅): نماد مجموعهٔ تهی {\displaystyle \varnothing =\{\}}.
{\displaystyle \mathbb {N} } (ℕ): نماد مجموعهٔ اعداد طبیعی (اعداد حسابی) {\displaystyle \mathbb {N} =\{0,1,2,3,\cdots \}}.
{\displaystyle \mathbb {W} } (𝕎): نماد مجموعهٔ اعداد حسابی {\displaystyle \mathbb {W} =\{0,1,2,3,\cdots \}}. این نماد در مواردی استفاده می‌شود که طبق تعریف غیررسمی، {\displaystyle \mathbb {N} =\{1,2,3,\cdots \}} فرض شود.
{\displaystyle \mathbb {N} ^{\star }} (*ℕ): نماد رسمی برای مجموعهٔ اعداد طبیعی به جز صفر {\displaystyle \mathbb {N} =\{1,2,3,\cdots \}}.
{\displaystyle \mathbb {Z} } (ℤ): نماد مجموعهٔ اعداد صحیح.
{\displaystyle \mathbb {Q} } (ℚ): نماد مجموعهٔ اعداد گویا.
{\displaystyle \mathbb {R} } (ℝ): نماد مجموعهٔ اعداد حقیقی.
{\displaystyle \mathbb {C} } (ℂ): نماد مجموعهٔ اعداد مختلط.

#### محدود کردن
تمام مجموعه‌های ذکرشده را می‌توان (بر اساس نیاز) محدود کرد. در این‌جا برای مثال از {\displaystyle \mathbb {R} } استفاده می‌کنیم ولی از هر کدام از مجموعه‌ها می‌توان استفاده کرد.
{\displaystyle \mathbb {R} _{>\Box }}: به معنی اعداد حقیقی بیش از {\displaystyle \Box }. مثال: {\displaystyle \mathbb {R} _{>3}}.
{\displaystyle \mathbb {R} ^{*}}: به معنی اعداد حقیقی به جز صفر.
{\displaystyle \mathbb {R} ^{+}}: به معنی اعداد حقیقی مثبت. مشخص نیست که صفر در این مجموعه وجود دارد یا خیر. نویسنده باید این موضوع را مشخص کند.

## حسابان
{\displaystyle \Box \vert _{\Box }^{\Box }} یا {\displaystyle \Delta \Box } (∆): نماد اختلاف مقادیر یک تابع در دو موقعیت مختلف. نماد اول بیشتر در دیفرانسیل استفاده می‌شود و نماد دوم در فیزیک. مثال: {\displaystyle f\vert _{2}^{5}=f(5)-f(2)} یا {\displaystyle \Delta x=x_{2}-x_{1}} می‌خوانیم «دلتا {\displaystyle x}».
{\displaystyle \Box \circ \Box } (∘): نماد ترکیب توابع. مثال: {\displaystyle g\circ h}
{\displaystyle \infty } (∞): نماد بی‌نهایت. بی‌نهایت یک مقدار نیست، بلکه یک مفهوم است و در کنار نمادهای دیگر معنا پیدا می‌کند.
{\displaystyle \lim _{x\to \Box }\Box }: نماد حد. مثال: {\displaystyle \lim _{x\to c}f(x)} می‌خوانیم «حد {\displaystyle f(x)} وقتی که {\displaystyle x\to c}».
{\displaystyle \Box \thicksim \Box }: نماد برابری مجانبی.
{\displaystyle \Box '} یا {\displaystyle {\dot {\Box }}} یا {\displaystyle {d\Box  \over {dx}}}: نماد مشتق. نماد {\displaystyle {\dot {\Box }}} تنها در صورتی به کار می‌رود که متغیر ورودی تابع، زمان باشد.
{\displaystyle {\partial \Box  \over \partial x}} (∂): نماد مشتق جزئی.
{\displaystyle \int \Box dx}: نماد انتگرال.

## ترکیبیات
{\displaystyle (\Box ,\Box )}: نماد جفت مرتب.
{\displaystyle (\Box ,\Box ,\ldots ,\Box )}: نماد چندتایی مرتب.
{\displaystyle \Box !}: نماد فاکتوریل.
{\displaystyle C_{\Box }^{\Box }} و {\displaystyle {\binom {\Box }{\Box }}}: نماد ترکیب. مثال: {\displaystyle {\binom {5}{3}}} می‌خوانیم: «انتخاب ۳ از ۵».
{\displaystyle P_{\Box }^{\Box }}: نماد نماد جایگشت. مثال: {\displaystyle P_{5}^{3}} می‌خوانیم: «جایگشت ۳ از ۵».

## نظریهٔ اعداد
{\displaystyle \Box |\Box }: نماد بخش‌پذیری. مثال: {\displaystyle 3|6} می‌خوانیم «۶ بر ۳ بخش‌پذیر است» یا «۳، ۶ را می‌شمارد» یا «۳، ۶ را عاد می‌کند».
{\displaystyle \Box {\overset {\Box }{\equiv }}\Box }: نماد هم نهشتی. مثال: {\displaystyle 7{\overset {10}{\equiv }}17} می‌خوانیم: «۷ و ۱۷ به پیمانهٔ ۱۰ هم‌نهشت اند» یا «۷ و ۱۷ به مُد ۱۰ برابر اند».
{\displaystyle (\Box ,\Box )}: نماد ب.م.م.
{\displaystyle [\Box ,\Box ]}: نماد ک.م.م.

## ماتریس
{\displaystyle I}: نماد ماتریس همانی.
{\displaystyle \Box ^{-1}}: نماد ماتریس وارون.
{\displaystyle |\Box |}: نماد دترمینان ماتریس.

## بردار
{\displaystyle {\overrightarrow {0}}}: نماد بردار صفر.
{\displaystyle {\overrightarrow {\Box \Box }}}: نماد بردار بین دو نقطه. مثال: {\displaystyle {\overrightarrow {AB}}}
{\displaystyle {\overrightarrow {\Box }}}: نماد یک کمیت برداری. مثال: {\displaystyle {\overrightarrow {v}}}
{\displaystyle |{\overrightarrow {\Box }}|}: نماد طول (یا اندازهٔ) یک بردار.
{\displaystyle {\hat {\Box }}}: نماد بردار یکه. مثال: {\displaystyle {\hat {v}}} می‌خوانیم «بردار یکهٔ {\displaystyle v}» یا «وی با کلاه» یا «وی هَت».
{\displaystyle \Box \times \Box } (×): نماد ضرب خارجی.
{\displaystyle \Box \cdot \Box } (·): نماد ضرب داخلی.

## اعداد مختلط
{\displaystyle {\text{i}}} (i): نماد یکهٔ موهومی.
{\displaystyle |\Box |}: نماد قدر مطلق (اندازه).
{\displaystyle {\overline {\Box }}}: نماد مزدوج مختلط.
{\displaystyle Re\ \Box } (Re): نماد بخش حقیقی.
{\displaystyle Im\ \Box } (Im): نماد بخش موهومی.
{\displaystyle arg\ \Box } (arg): نماد آرگومان.
{\displaystyle Arg\ \Box }: نماد آرگومان اصلی.

## متفرقه
{\displaystyle \blacksquare } (∎): پس از اتمام اثبات استفاده می‌شود.